# Rhion pallidum
Rhion pallidum är en spindelart som beskrevs av O. Pickard-Cambridge 1870. Rhion pallidum ingår i släktet Rhion och familjen kardarspindlar.
Artens utbredningsområde är Sri Lanka. Inga underarter finns listade i Catalogue of Life.